# Межники (Ленінградська область)
Межники (рос. Межники) — присілок у Кінгісеппському районі Ленінградської області Російської Федерації.
Населення становить 31 особу. Належить до муніципального утворення Усть-Лужське сільське поселення.

## Історія
Згідно із законом від 28 жовтня 2004 року № 81-оз належить до муніципального утворення Усть-Лужське сільське поселення.

## Населення
| 2007 | 2010 | 2017 |
| ---- | ---- | ---- |
| 39   | ↗48  | ↘31  |